# 望丛祠站
望丛祠站位于中华人民共和国四川省成都市郫都区，是成都地铁6号线的一座地下车站暨北端起讫站，于2020年12月18日随成都地铁6号线开通而启用。望丛祠站也是有轨电车蓉2号线的车站，蓉2号线于2019年12月27日开通。

## 车站结构
望丛祠站为地下二层11.5米宽岛式站台车站。
| 地面              | 0    | 出口A–D                                                                                     |
| 地下一层          | 站厅 | 自助购票 客服中心                                                                           |
| 地下二层          | 站台 | \| \| \| 6号线下客站台 \| \| 島式 · 開左邊车门 \| \| \| \| \| \| 6号线往兰家沟（和平街） \| |
|                   |      | 6号线下客站台                                                                               |
| 島式 · 開左邊车门 |      |                                                                                             |
|                   |      | 6号线往兰家沟（和平街）                                                                     |

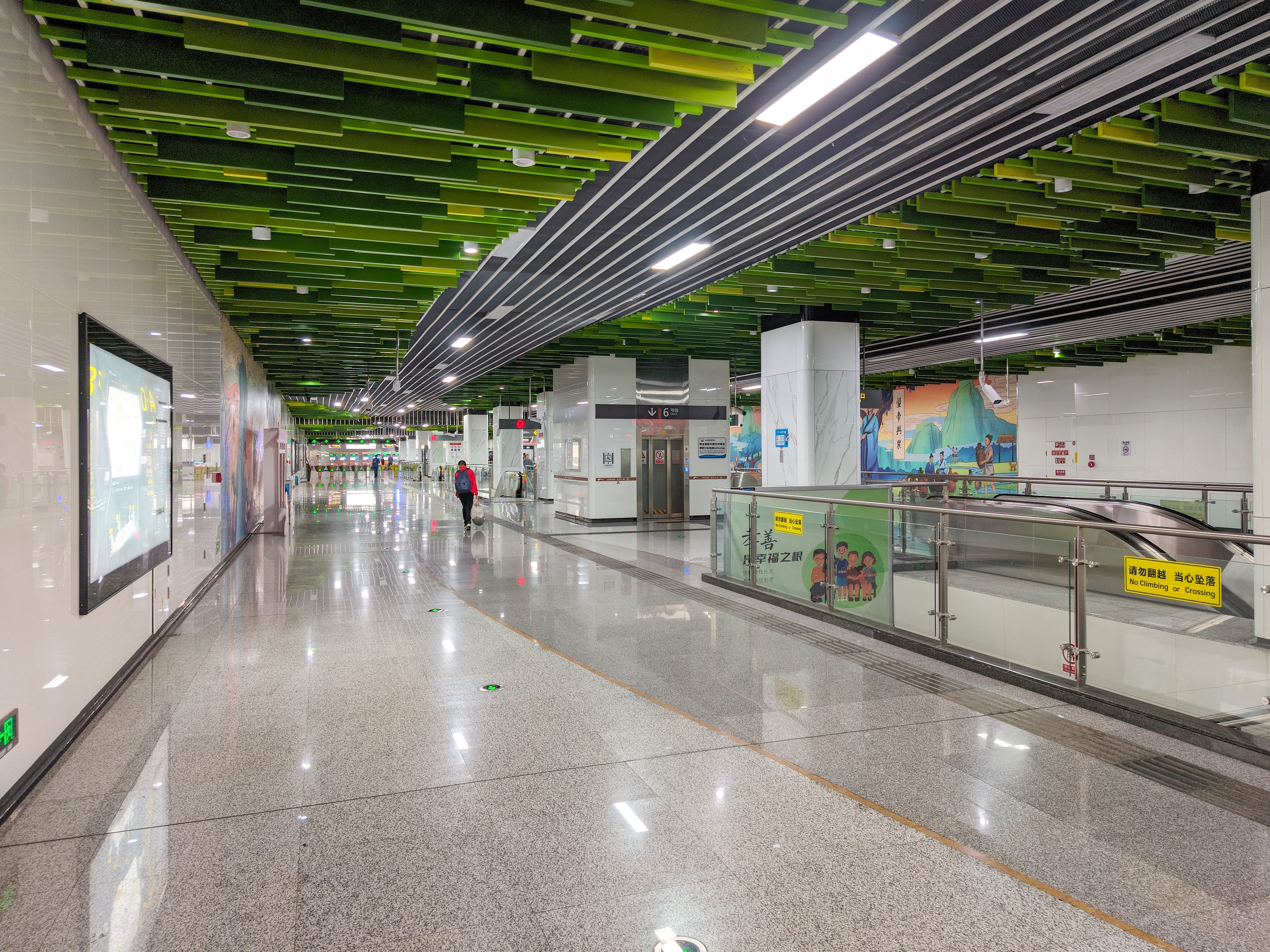
站厅
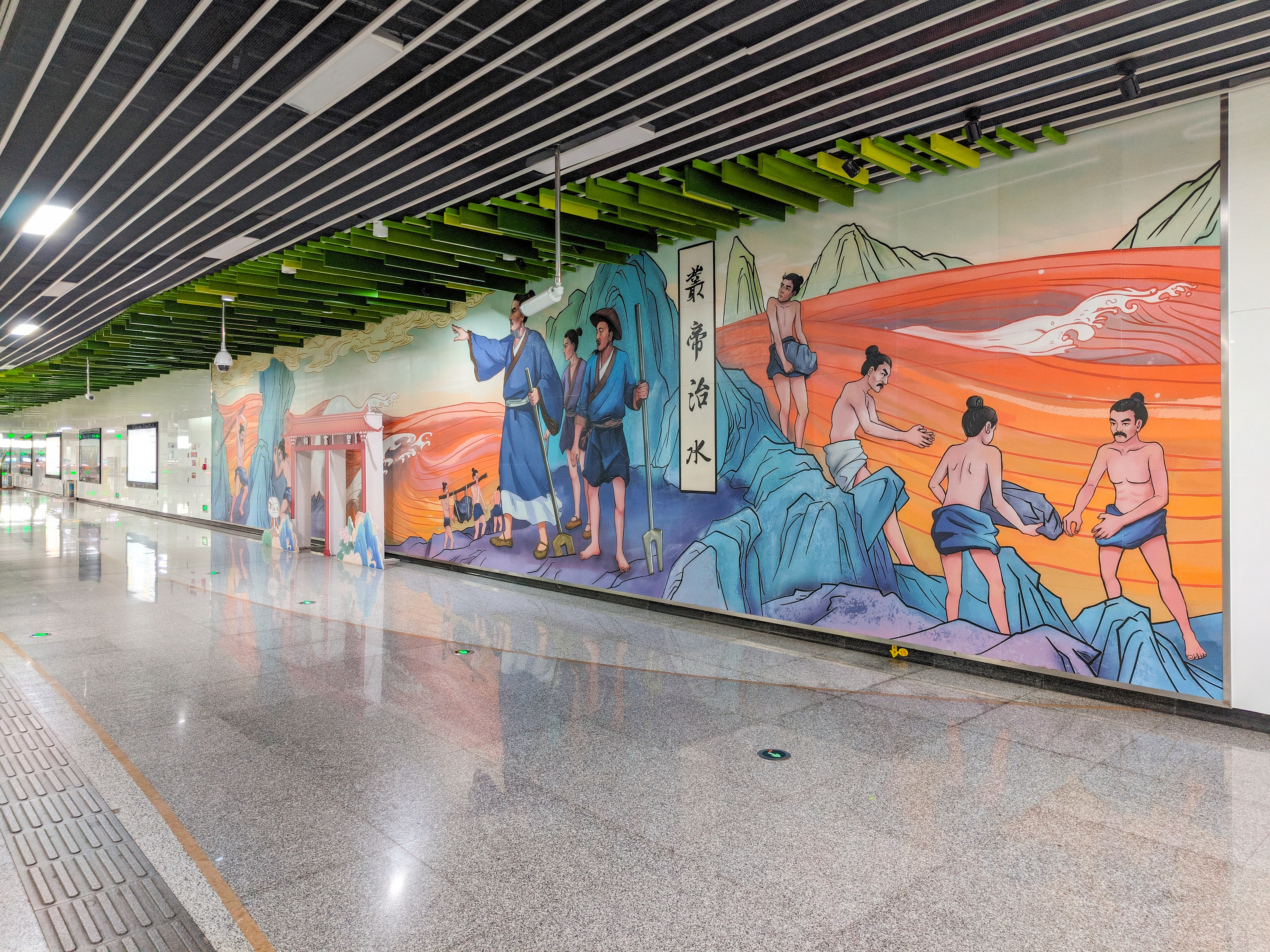
艺术墙《丛帝治水》
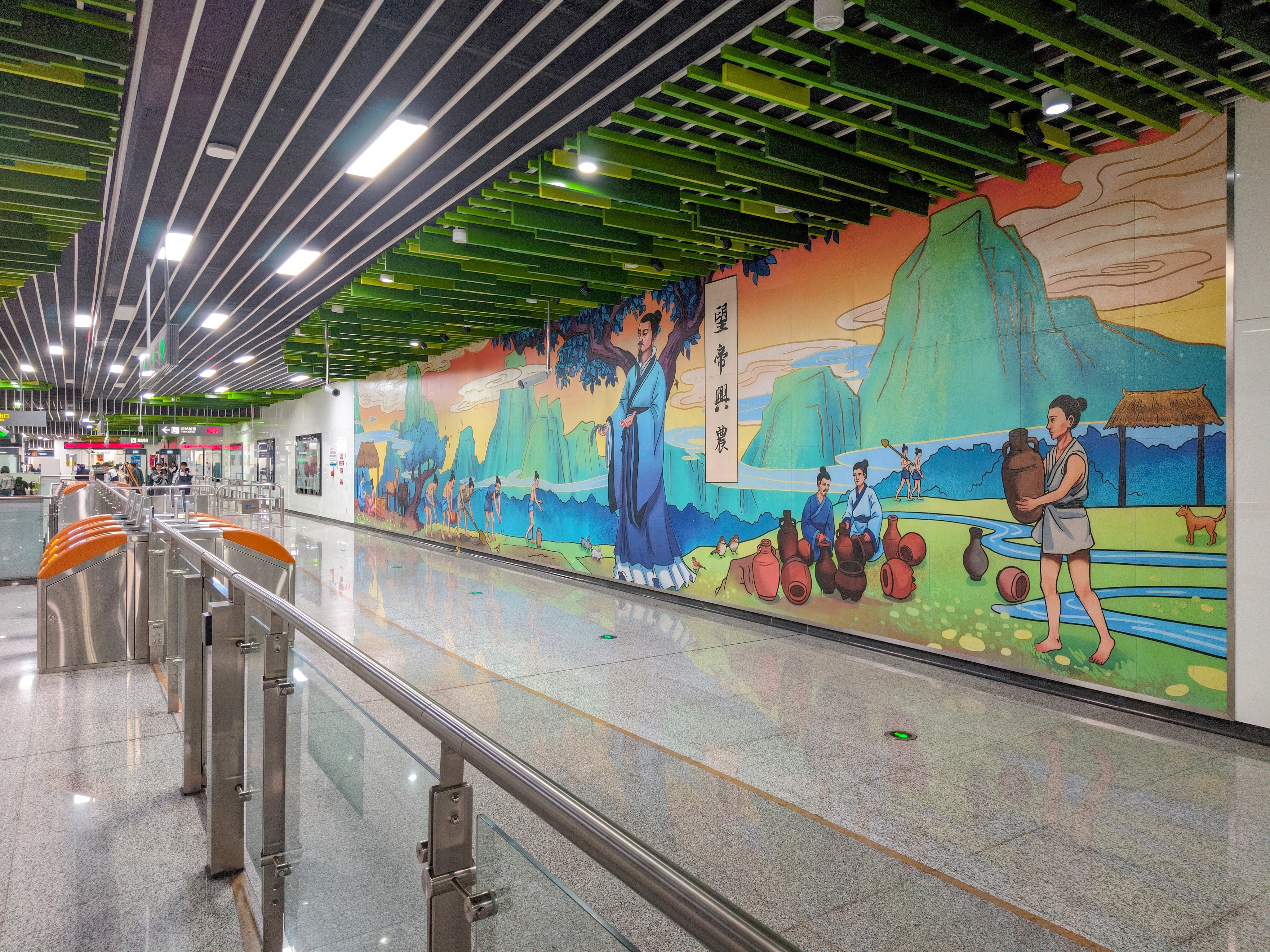
艺术墙《望帝兴农》

## 内装与公共艺术
本站为6号线9座重点艺术站之一。
本站所处的望丛祠为南齐时期为了祭祀古蜀国杜宇、丛帝二位先王而修建的祠庙，因此本站主题定为“望丛二帝”，以祠庙所处的都江堰灌区及古时周围传统的川西农耕图景为灵感，在车站天花板布置层叠的绿色穿孔金属板，并在深色金属栅格屋面上形成起伏错落的形态，表达“水与田”两种元素，进而体现都江堰灌区的密集水网和成都平原水田交错的独特景观。

## 出入口
本站目前开放4个出入口。
|          |                     |                            |      |
| 编号     | 设施                | 指示                       | 照片 |
|          |                     | 望丛中路、有轨电车、望丛祠 |      |
| 出口 · B | 无障碍电梯          | 望丛中路、何公路           |      |
| 出口 · C | 无障碍电梯          | 望丛中路、南大街           |      |
| 出口 · D | 无障碍卫生间 哺乳室 | 望丛中路、新南街           |      |